# Мікс Мілано
Мікс Мілано (італ. Festival MIX Milano) — Міжнародний ЛГБТ-кінофестиваль у Мілані (італ. Festival MIX MILANO di Cinema Gaylesbico e Queer Culture). Фестиваль проходить з 1985 року і є одним з найстаріших ЛГБТ-кінофорумом Італії.

## Історія
Фестиваль проходить з 1985 року і є одним з найстаріших ЛГБТ-кінофорумом Італії. Для фестивалю 2012 рік став рекордним успіхом. Сім днів показів та електронних музичних подій, у яких взяли участь понад 30.000 захоплених глядачів. Фестиваль привертає велику кількість журналістів і фахівців. На додаток до кінопоказів в рамках фестивалю є щоденні заходи електронної музики просто неба, численні презентації книг і панельних дискусій..

## Нагороди
На фестивалі вручаються такі нагороди:
- Нагорода в номінації «Найкращий художній фільм»
- Нагорода в номінації «Найкращий документальний фільм»
- Нагорода в номінації «Найкраща короткометражка»
- Приз глядацьких симпатій
- Гран-Прі журі
- Спеціальний приз журі
- Paramount Comedy Award
- Спеціальна згадка

## Переможці
| Рік  | «Найкращий художній фільм» | «Найкраща короткометражка» | «Найкращий документальний фільм» | Спеціальна згадка                                                                         |
| ---- | --- | --- | --- | ----------------------------------------------------------------------------------------- |
| 1999 | «Бішонен» (Bishonen) реж. Йонфан Гонконг | «Дві дівчинки і немовля» (Two Girls and a Baby) реж. Келлі Сімпсон Австралія                                                                                        | «Людина, який віз з Манделою» (The Man Who Drove with Mandela) реж. Грета Шиллер США | «Твій поцілунок» (Your Kiss) реж. Бред Робінсон США                                       |
| 2000 | «Головою об стіну» (Head On) реж. Ана Коккінос Австралія | «Ранній Мороз» (Gelée précoce) реж. П'єр Піно США | «Параграф 175» (Paragraph 175) реж. Роб Епштейн, Джеффрі Фрідман США | «Еймі і Ягуар» (Aimee & Jaguar) реж. Макс Фарбербок Німеччина                             |
| 2001 | «Пригоди Фелікса» (Drôle de Félix) реж. Олів'є Дюкастел, Жак Мартіно Франція | «Нічний депозит» (Night Deposit) реж. Моніка Мітчелл США | «Аннмарі Шварценбах» (Annemarie Schwarzenbach: Une Suisse rebelle) реж. Керол Бонштейн Швейцарія | «Заборонений плід» (Forbidden Fruit) реж. Сью Малува-Брюс Німеччина                       |
| 2002 | «БРЕХНЯ» (L.I.E.) реж. Майкл Куеста Велика Британія «Дні» (Giorni) реж. Лаура Мускардін Італія | «Сестра Лулу» (Sister Lulu) реж. Філіп Джон Велика Британія | «Правда про гей секс» (The Truth About Gay Sex) реж. Крістін Кларк Велика Британія | «Гладіатор» (Glaadiator) реж. Лука Пекел США                                              |
| 2003 | «Раптом» (Tan de repente) реж. Діего Лерман Аргентина Нідерланди | «Через дві хвилини після опівночі» (Two Minutes After Midnight) реж. Шеймус Рєа США                                                                                 | «Подарунок» (The Gift) реж. Луїза Хогарт США | «Йоссі і Джаггер» (Yossi & Jagger) реж. Ейтан Фокс Ізраїль                                |
| 2004 | «Красивий боксер» (Beautiful Boxer) реж. Ekachai Uekrongtham Сінгапур | «Хаммер» (Hummer) реж. Гвіневера Тернер США | «Запам'ятати» (Ricordare) реж. Габріелла Романо Італія |                                                                                           |
| 2005 | «Прокляття» (Tarnation) реж. Джонатан Кауетт Франція | «Літній шторм» (Summer Storm) реж. Марко Кройцпайнтнер Німеччина | «Це людина: Пітер Берлін» (That Man: Peter Berlin) реж. Джим Тушінскі США | «Нерозсудливість» (Hellbent) реж. Пол Етередж Франція                                     |
| 2006 | «Хлопці та м'ячі» (Männer wie wir) реж. Шеррі Хорманн Німеччина | | | «Двоє бродяг» (Odete) реж. Жоао Педро Родрігес Португалія                                 |
| 2007 | «Дикі тигри, яких я знав» (Wild Tigers I Have Known) реж. Кем Арчер Велика Британія | «Вікенд» (Le weekend) реж. Тімоті Сміт Велика Британія | |                                                                                           |
| 2008 | «Отто; або вгору з мертвих людей» (Otto; or, Up with Dead People) реж. Брюс Ла Брюс Німеччина | «Боротьба» (Wrestling) реж. Гімур Хаконарсон Ісландія | «Дерек» (Derek) реж. Ісаак Жюльєн Німеччина | «Раптово, минулої зими» (Suddenly, Last Winter) реж. Густав Гофер, Лука Рагаццо Італія    |
| 2009 | «Сенс існування» (Sa raison d'être) реж. Рено Бертран Франція | «Ковбой» (Cowboy) реж. Тілл Клейнерт Німеччина | | «Шлях, яким я бачу речі» (The Way I See Things) реж. Браян Пера США                       |
| 2010 | «Oy Вей! Мій син гей!!» (Oy Vey! My Son Is Gay!!) реж. Євген Афінєєвскій США | | | «Андер» (Ander) реж. Роберто Кастон Нідерланди                                            |
| 2011 | «80 днів» (80 egunean) реж. Хосе Марія Гоенага, Джон Гараньо Іспанія | «Час між» (Tiden imellom) реж. Хенрік Мартін Дахлсбаккен Швеція | |                                                                                           |
| 2012 | Великий приз журі: «Злива» (Cloudburst) реж. Том Фіцджералд Канада Спеціальний приз: «Вікенд» (Weekend) реж. Ендрю Гейг Велика Британія Спеціальна згадка: «Так або Ні: Яак Рак Рак Гоу Лоей» (Yes or No: Yaak Rak Gaw Rak Loey) реж. Saratswadee Wongsomphet Таїланд | Великий приз журі: «Кажуть» (Dicen) реж. Алаїда Руїс де Асуа Іспанія Спеціальна згадка: «Циклічність» (Cyclicity) реж. Джейсон Кнаде США                            | Великий приз журі: «Об'єднані в гніві» (United in Anger: A History of ACT UP) реж. Джим Хаббард США Спеціальна згадка: «Там де були завжди собаки, немає дітей» (There Were Always Dogs, Never Kids) реж. Алессандро Маганіа Макс Танноне США |                                                                                           |
| 2013 | «В ім'я…» (W imie…) реж. Малгожата Шумовська Польща | «Це не фільм про ковбоїв» (Ce n'est pas un film de cow-boys) реж. Бенджамін Парент Франція                                                                          | «Невидимі» (Les invisibles) реж. Себастьєн Ліфшиц Франція | «Нур» (Noor) реж. Гійом Джованетті, Калья Зенцірчі Франція                                |
| 2014 | «Геронтофілія» (Gerontophilia) реж. Брюс Ла Брюс США | Великий приз журі: «Грозові хмари» (Stormcloud) реж. Кейт Джонстон Канада Спеціальна згадка: «Електричний індиго» (Electric Indigo) реж. Жан-Жюльєн Коллетт Бельгія | «Мій дім прерія» (My Prairie Home) реж. Челсі Макмаллан Канада | «Нур» (Noor) реж. Гійом Джіованетті, Кагла Зенцірчі Франція                               |
| 2015 | Великий приз журі: «Я твій» (Je suis à toi) реж. Девід Ламберт Франція Спеціальна згадка: «Пляж майбутнього» (Praia do Futuro) реж. Карім Аноїз Бразилія | «Х і Y» (X ou Y) реж. Шторм Сігал Батесті, Лео Грелет Франція | Великий приз журі: «Що стосується Зонтаг» (Regarding Susan Sontag) реж. Ненсі Д. Кейтс США Спеціальна згадка: «Шляхетна революція» (Una nobile rivoluzione) реж. Сімоне Канжелозі Італія                                                      | «Останнє ча-ча Аніти» (Ang huling cha-cha ni Anita) реж. Сігрід Андреа Бернардо Філіппіни |